# Takao Sakamoto
Pour les articles homonymes, voir Sakamoto.
Takao Sakamoto (en japonais, 阪本 孝男 Sakamoto Takao, né le 19 décembre 1958 dans la préfecture de Gunma) est un athlète japonais, spécialiste du saut en hauteur.

## Palmarès
Il remporte le titre de la hauteur lors des Jeux asiatiques de 1978 avec 2,20 m. Il remporte à Tokyo la médaille d’argent lors des Championnats d'Asie 1981, avec 2,24 m.
Il franchit 2,30 m, son record personnel et national, le 6 mai 1984 à Tokyo.
Il participe aux Jeux olympiques de 1984 sans se qualifier pour la finale.